# Simetierre (film, 2019)
Pour les articles homonymes, voir Simetierre.
Série
Simetierre : Aux origines du mal
(2023)
Pour plus de détails, voir Fiche technique et Distribution.
Simetierre ou Cimetière vivant au Québec (Pet Sematary) est un film d'horreur américain réalisé par Kevin Kölsch et Dennis Widmyer, sorti en 2019.
Le film débute alors que le médecin urgentiste Louis Creed et sa famille quittent Boston pour s'installer dans la villégiature rurale de Ludlow dans le Maine. Au sein du bois proche de sa nouvelle maison, Ellie découvre un vieux cimetière pour animaux de compagnie dans lequel des générations d'habitants de la région ont enterré leurs animaux de compagnie préférés. Peu après, une tragédie s’abat sur la famille : Church, le chat d'Ellie, meurt écrasé par un camion. Louis, effrayé d'annoncer la vérité du drame, se tourne alors vers leur excentrique voisin, Jud Crandall, pour trouver une solution. Celui-ci l'emmène au-delà du cimetière pour animaux jusqu'à un caveau indien lugubre. Il lui conseille alors d'enterrer Church dans cette zone inhospitalière. Inconscients de leurs actes, Jud et Louis viennent de mettre en marche une série d’événements malfaisants.
Il s'agit d'une nouvelle adaptation du roman du même nom de Stephen King, déjà porté à l'écran en 1989 par Mary Lambert dans un film du même nom.
Une préquelle, Simetierre : Aux origines du mal, est sortie en 2023.

## Synopsis
Louis Creed, sa femme Rachel, ses enfants Ellie et Gage, et Church le chat, quittent Boston pour s'installer à Ludlow, dans le Maine, dans une maison forestière isolée, à la périphérie de la ville. En se promenant dans la forêt, Ellie fait la découverte d'un cimetière pour animaux (orthographié « Simetierre » sur la pancarte à l'entrée de celui-ci) après avoir suivi une bande d'enfants s'y rendant, tous portant des masques d'animaux. En voulant escalader un tas de bois mort, elle est surprise par leur voisin, Jud Crandall. Elle trébuche, tombe et se fait piquer par une abeille. Jud établit rapidement une relation amicale avec Ellie et sa famille.
Louis, qui travaille désormais dans un hôpital universitaire, n'est pas parvenu à sauver la vie d'un étudiant répondant au nom de Victor Pascow, heurté et traîné sur la route par une voiture, alors qu'il faisait du skate. Louis est en proie à des cauchemars dans lesquels Victor l'avertit de rester à tout prix à l'écart des bois et lui dit : "La barrière ne doit jamais être franchie !"
Pendant ce temps, Rachel souffre de son propre traumatisme vis-à-vis de sa sœur Zelda, décédée adolescente d'une méningite. La maladie de Zelda a empiré avec le temps, lui déformant la colonne vertébrale. Rachel en a été traumatisée, n'ayant que huit ans à l'époque.
La nuit d'Halloween, l'animal bien-aimé d'Ellie, son chat Church, se fait écraser par un camion. Le lendemain, Louis et Jud retrouvent son cadavre sur la route gelée. Conscient de la tristesse qu'Ellie éprouverait si elle venait à apprendre la mort de son chat, Jud convainc Louis d'enterrer le chat dans les profondeurs du cimetière pour animaux. Le lendemain, Louis est surpris de constater que Church est revenu à la vie, bien qu'il soit devenu agressif et sale... Le soir-même, alors qu'Ellie lui dit qu'il sent mauvais et qu'elle essaye de lui enlever quelque chose qui semble coincé dans ses poils, celui-ci se met à grogner et la griffe. Il surprend Louis et Rachel en leur déposant, sur leur lit, un oiseau qu'il a mutilé.
Le lendemain, Louis va parler à Jud qui l'informe que l'endroit où Louis a enterré Church a le pouvoir de faire revenir les morts à la vie, et qu'une légende urbaine veut que le lieu soit possédé par le Wendigo, une créature humanoïde très puissante, à tête de cerf, que les habitants Indiens de la forêt ont craint par-dessus tout, et qu'ils se sont enfuis par peur d'être maudits, possédés ou tués par celui-ci. Il raconte à Louis qu'il a lui-même enterré son chien quand il était encore enfant, et que le chien y est revenu agressif et sale. Après avoir trouvé Church dans le lit de Gage, Louis décide de l'abandonner au bord de la route et compte dire à Ellie qu'il s'est enfui.
À l'anniversaire d'Ellie, celle-ci est triste à la suite de la « fugue » de Church... En jouant à cache-cache avec Gage et leur ami Louis, elle aperçoit Church marcher sur la route et se précipite vers lui. Gage la voit et la suit, alors qu'un camion-citerne arrive à toute vitesse. Le conducteur, au téléphone, freine et dévie sa trajectoire pour éviter Gage, qui est sauvé in extremis par son père. La citerne située derrière le camion se détache et finit par frapper et tuer Ellie, qui se trouvait encore sur la route.
À l'enterrement d'Ellie, toute la famille est anéantie par la mort de celle-ci et Rachel décide de passer quelques jours chez ses parents, avec Gage. Peu après, Louis rend visite à Jud, qui lui dit qu'il sait qu'il compte enterrer Ellie dans l'endroit situé derrière le cimetière pour animaux, là où Louis avait enterré Church, et lui fait savoir qu'il est contre le choix de Louis. Jud dit à Louis qu'Ellie reviendra, mais qu'elle ne sera plus la même Ellie qu'auparavant. Jud finit par s'endormir peu de temps après, sa boisson contenant des somnifères, ajoutés discrètement par Louis.
Louis profite de l'occasion pour aller déterrer le corps d'Ellie au cimetière et l'enterrer à nouveau derrière le cimetière pour animaux. Ellie revient à la maison dans la nuit, le teint pâle et avec un caractère froid et agressif. Pendant ce temps, chez les parents de Rachel, celle-ci est inquiète lorsque Gage fait de plus en plus de cauchemars et lui parle de Victor Pascow. Rachel tente de joindre Louis, sans succès.
Elle appelle alors Jud en lui disant qu'elle est inquiète car elle n'arrive pas à joindre Louis et lui demande si tout va bien. Jud se rend chez Louis, lui demande si tout va bien. Celui-ci lui répond par l'affirmative et lui claque la porte au nez. Alors qu'il s'éloigne de la maison des Creed, Jud aperçoit Ellie l'observer par la fenêtre de sa chambre, et court se réfugier chez lui. Il se munit d'un pistolet, comptant tuer Ellie une deuxième fois. Cependant, il est distrait par l'apparition soudaine de Church. Ellie en profite pour lui couper le tendon d'Achille avec le scalpel qu'elle a trouvé dans la trousse de soins médicaux de son père. Elle prend brièvement l'apparence de la femme morte de Jud, Norma, et prend plaisir à lui faire des reproches concernant Norma et elle, avant de le poignarder à mort.
Rachel, avec Gage dans ses bras, rentre en trombe dans la maison, à la grande surprise de Louis. Rachel remarque que Louis a les mains et les chaussures pleines de terre et lui demande ce qu'il se passe. Louis dit à sa femme qu'il n'était pas prêt à laisser Ellie partir pour toujours, qu'elle est morte à cause de lui et qu'il devait la faire revenir. Il lui parle de l'endroit caché derrière le cimetière pour animaux, qui fait revenir les morts à la vie. Ellie se présente à Rachel qui est horrifiée et monte les escaliers avec Gage. Il tente de convaincre Rachel qu'Ellie est toujours leur fille, que Dieu leur a laissé une seconde chance la concernant et qu'il est prêt à tout pour ne pas gâcher à nouveau cette chance. Il s'aperçoit peu de temps après qu'Ellie a disparu et se rend chez Jud, dans l'espoir de la retrouver. C'était une ruse d'Ellie qui, en silence, s'empare d'un couteau de cuisine et s'en va à l'étage traquer sa mère et son frère.
Pendant que Louis se rend chez Jud, Rachel a une hallucination de Zelda, puis est attaquée par Ellie qui la poignarde, mais elle réussit à lui échapper et court se réfugier dans la salle de bains avec Gage. Louis trouve le corps de Jud sans vie dans la demeure de celui-ci. Il retourne chez lui et aperçoit Rachel qui tente de faire sortir Gage par la fenêtre de la salle de bains. Louis attrape Gage et Rachel est à nouveau poignardée par Ellie, dans la colonne vertébrale. Louis enferme Gage dans la voiture familiale et va retrouver une Rachel mourante et paralysée qui le supplie de ne pas l'enterrer derrière le cimetière pour animaux. Ellie assomme Louis, le laissant inconscient. Elle entraîne le corps de sa mère dans les bois où elle l'enterre derrière le cimetière pour animaux.
Louis finit par se réveiller. Il retrouve Ellie dans les bois, où elle lui reproche que tout est de sa faute : c'est lui qui a conduit sa famille à Ludlow et c'est lui qui les a enterrés derrière le cimetière pour animaux, Church et elle. Ils se battent. Alors qu'il s'apprête à décapiter Ellie avec une pelle, Louis est poignardé avec une girouette par une Rachel ressuscitée, et lui aussi est enterré derrière le cimetière pour animaux, par Ellie. Le trio brûle la maison de Jud avant de rejoindre la voiture familiale, dans laquelle Gage est toujours enfermé. Le film se termine par le « bip » de la télécommande des portes de la voiture, laissant supposer que le dernier membre de la famille va subir le même sort que ses parents et sa sœur.

### Fin alternative
Louis épargne Ellie au lieu de la tuer, et tous deux enterrent Rachel derrière le cimetière pour animaux, à la grande horreur de celle-ci, en lui promettant que tout va s'arranger et redevenir comme avant. Après avoir brûlé la maison de Jud avec Ellie, Louis et elle rejoignent la voiture familiale où Gage est toujours enfermé. Louis fait signe à Gage de lui ouvrir, ce qu'il fait. Ellie, Church et une Rachel ressuscitée reviennent à la maison. Ils sont réunis et ensemble, ils forment à nouveau une famille.

## Fiche technique
Sauf indication contraire, les informations mentionnées dans cette section peuvent être confirmées par la base de données cinématographiques IMDb,  présente dans la section « Liens externes ».
- Titre original : Pet Sematary
- Titre français : Simetierre
- Titre québécois : Cimetière Vivant
- Réalisation : Kevin Kölsch et Dennis Widmyer
- Scénario : David Kajganich et Jeff Buhler, d'après le roman Simetierre de Stephen King
- Musique : Christopher Young
- Direction artistique : Félix Larivière-Charron
- Décors : Todd Cherniawsky
- Photographie : Laurie Rose
- Montage : Sarah Broshar
- Production : Lorenzo di Bonaventura, Steven Schneider et Mark Vahradian

Producteur associé : Thomas A. Giovine
Producteur délégué : Mark Moran
- Sociétés de production : Di Bonaventura Pictures ; Room 101, Inc.
- Sociétés de distribution : Paramount Pictures (États-Unis, France, Québec)
- Budget : 21 millions de dollars[1]
- Pays de production :  États-Unis
- Langue originale : anglais
- Format : couleur — 2,39:1 — son Dolby Digital / Dolby Atmos / DTS / SDDS
- Genre : horreur, thriller, fantastique
- Durée : 100 minutes[1]
- Dates de sortie[2] :
  - États-Unis, Québec[3] : 5 avril 2019
  - France : 10 avril 2019[4]
- Classification :
  - Rated R aux États-Unis (for horror violence, bloody images, and bad language)
  - Interdit aux moins de 12 ans lors de sa sortie en salles en France[5] et en vidéo
    - Déconseillé aux moins de 12 ans à la télévision

  - 13+ au Québec

## Distribution
- Jason Clarke (VF : Boris Rehlinger ; VQ : François Trudel) : Louis Creed
- Amy Seimetz (VF : Christèle Billault ; VQ : Mélanie Laberge) : Rachel Creed
  - Sonia Maria Chirila : Rachel Creed, jeune
- John Lithgow (VF : Jean-Jacques Moreau ; VQ : Jacques Lavallée) : Jud Crandall
- Jeté Laurence (VF : Hannah Vaubien ; VQ : Marguerite D'Amour) : Ellie Creed
- Hugo Lavoie et Lucas Lavoie (VF : Ulysse Ethève-Dalric ; VQ : Élia St-Pierre) : Gage Creed
- Obssa Ahmed (VF : Jhos Lican ; VQ : François Ruel-Côté) : Victor Pascow
- Alyssa Brooke Levine (VQ : Marilou Martineau) : Zelda Goldman
- Maria Herrera (VQ : Manon Arsenault) : Marcela
- Suzy Stingl (VQ : Lisette Dufour) : Norma Crandall
- Léo, Tonic, Jager et JD : Church, le chat d'Ellie

Sources et légende: Version française (VF) sur AlloDoublage Version québécoise (VQ) sur Doublage qc.ca

## Production

### Genèse et développement
En mars 2010, il est annoncé qu'une nouvelle adaptation de Simetierre est en projet. Matt Greenberg, qui avait déjà adapté une oeuvre de Stephen King (Chambre 1408) est chargé d'écrire le scénario. En octobre 2013, Lorenzo di Bonaventura et Steven Schneider sont annoncés à la production alors que Juan Carlos Fresnadillo est en négociations pour le poste de réalisateur.
En décembre 2017, il est annoncé que Paramount Pictures a validé le projet d'une nouvelle adaptation du roman de Stephen King qui sera réalisée par Dennis Widmyer et Kevin Kölsch, d'après un script de Jeff Buhler.

### Attribution des rôles
En avril 2018, Jason Clarke est annoncé dans le rôle principal, Louis Creed. En mai 2018, John Lithgow le rejoint pour incarner Jud Crandall. En juin 2018, Amy Seimetz est confirmée dans le rôle féminin principal, Rachel Creed, alors que Jeté Laurence incarnera sa fille, Ellie, et que les jumeaux Hugo et Lucas Lavoie incarneront le fils des Creed, Gage,. En octobre 2018, il est révélé qu'Obssa Ahmed incarnera Victor Pascow et qu'Alyssa Brooke Levine incarnera Zelda, la sœur de Rachel, dans le film.

### Tournage
Le tournage débute en juin 2018 à Toronto au Canada,. Il a lieu également au Québec, notamment à Saint-Lazare et Montréal. Il s'achève en octobre 2018.

## Musique
La bande-originale du film est composée par Christopher Young et comprend les morceaux suivants. Elle est éditée par Paramount Music (en) et est sortie le 5 avril 2019.
Dans une scène du film où Louis Creed invite Jud Crandall à dîner, on peut voir Ellie danser sur la musique Dance of the Sugar Plum Fairy (Danse de la Fée Dragée), musique tirée du ballet Casse-Noisette. Ellie danse à nouveau sur cette musique le lendemain de sa résurrection.
Dans la fin alternative du film, pendant l'épilogue, on peut entendre le titre Wasn't the Beginning?, qui fait partie de la bande originale du film.
Lors du générique de fin, on peut entendre une reprise du titre Pet Sematary, interprétée par le groupe Starcrawler.
On peut entendre la version originale du titre Pet Sematary, interprétée par le groupe Ramones, lors du générique de fin du film de 1989.
| 1.  | The Wendigo            | 4:50 |
| 2.  | The Maine Road         | 2:55 |
| 3.  | But the Cat Has No Hat | 4:12 |
| 4.  | Underground Terrors    | 6:41 |
| 5.  | Fielding Fine          | 2:45 |
| 6.  | Scream for More        | 4:07 |
| 7.  | Dead Alive Again       | 3:53 |
| 8.  | Church Isn't Church    | 4:12 |
| 9.  | Un-Hallowed Even       | 3:09 |
| 10. | Fouled Soil            | 4:43 |
| 11. | Echo Angels            | 4:08 |
| 12. | Just Not the Same      | 4:32 |
| 13. | Watching the Dead Do   | 3:34 |
| 14. | Die Daddy Die          | 4:30 |
| 15. | Wasn't the Beginning?  | 4:32 |
| 16. | Pet Sematary           | 3:24 |

## Sortie et accueil

### Dates de sortie
La sortie du film en salles étant initialement prévue pour le 1er mai 2019, elle a été avancée au 5 avril 2019 au Québec, en Allemagne et en Espagne, et au 10 avril 2019 en France par Paramount Pictures.

### Critiques
Aux États-Unis, le film reçoit un accueil positif de la part des critiques. Sur le site agrégateur de critiques Rotten Tomatoes, le film obtient un score de 58 % et une moyenne de 6/10, sur la base de 208 critiques. Sur Metacritic, le film obtient un score de 57 sur 100 sur la base de 42 critiques.
En France, le film reçoit un accueil assez mitigé. Sur Allociné, il obtient un score de 2,7/5 sur la base de 25 critiques.
Pour Le Parisien cette adaptation est réussie : « Si la noirceur absolue et plusieurs scènes clés et choc du livre et de la version précédente sont conservées, Simetierre 2019 se permet, approximativement à mi-parcours, de légèrement dévier de ses deux modèles pour maintenir l’intérêt ». Télérama est d'accord : « Une réinterprétation plutôt maligne, et sombrement réjouissante ».
L'accueil est contrasté de la part du public : sur Internet Movie Database, le film obtient un score de 6,1/10 sur la base de 24 303 critiques, tandis que sur le site AlloCiné, le film obtient un score de 2,9/5 sur la base de 1 193 notes dont 184 critiques.

### Box-office
Le film fait un assez bon démarrage au box-office américain en prenant la seconde place derrière Shazam! lors de son premier week-end d'exploitation avec plus de 24,5 millions de dollars de recettes sur 3 585 copies,. Sans prendre en compte l'inflation, le film fait un peu mieux que la version de 1989 qui avait pris la première place du box-office le week-end de sa sortie mais avec 12 millions de dollars  (soit 27,4 millions de dollars après l'inflation en 2019).
En France, Simetierre prend la troisième place du box-office avec 306 586 entrées en premier week-end, dont 69 812 entrées lors de son premier jour, se rapprochant du résultat en fin d'exploitation de la version de 1989 (sorti en janvier 1990 en France, il avait totalisé plus de 377 000 entrées). Il dépasse le film original en deuxième semaine avec 184 258 entrées supplémentaires, portant le cumul à 569 512 entrées. En fin d'exploitation, le cumul porte à 850 945 entrées.
| Pays ou région        | Box-office      | Date d'arrêt du box-office | Nombre de semaines |
| --------------------- | --------------- | -------------------------- | ------------------ |
| États-Unis Canada     | 54 724 696 $    | 2 juin 2019                | 8                  |
| France                | 850 945 entrées | 4 juin 2019                | 9                  |
| Allemagne             | 519 852 entrées | 5 juin 2019                | 9                  |
| Italie                | 165 128 entrées | 5 juin 2019                | 4                  |
| Espagne               | 395 670 entrées | 5 juin 2019                | 9                  |
| Total hors États-Unis | 57 675 248 $    | 5 juin 2019                | 9                  |
| Total mondial         | 112 399 944 $   | 5 juin 2019                | 9                  |

### Vidéo
Le film est sorti en DVD, Blu-ray et Blu-ray Ultra HD le 21 août 2019, édité par Paramount Home Entertainment.
Les bonus DVD et Blu-ray comprennent la fin alternative du film, des scènes coupées et des scènes version longue dont une scène inédite faisant un clin d’œil à Shining, un making-of en quatre parties intitulé Après l'assommoir, trois scènes relatant les cauchemars d'Ellie, Louis et Rachel, et l'histoire de Timmy Baterman.

## Différences avec le roman
Contrairement à l'adaptation de 1989 qui respecte globalement la trame du roman, il est révélé dès la diffusion des bandes-annonces que cette nouvelle adaptation explorera une facette inédite de l'histoire au travers du personnage d'Ellie, l’aînée des enfants de Louis Creed, plutôt que celui de Gage.

## Préquelle
Une préquelle, intitulée Simetierre : Aux origines du mal, est sortie en octobre 2023 sur Paramount+.